# 池上彰の現代史を歩く〜Walking through Modern History〜
『池上彰の現代史を歩く〜Walking through Modern History〜』（いけがみあきらのげんだいしをあるく ウォーキングスルーモダンヒストリー）は、テレビ東京系列で2018年4月8日から2019年3月31日まで、通常編成時には日曜21:00 - 21:54に『日曜ゴールデンの池上ワールド 池上彰の現代史を歩く〜Walking through Modern History〜』（にちようゴールデンのいけがみワールド いけがみあきらのげんだいしをあるく ウォーキングスルーモダンヒストリー）という番組名で放送されていたニュースバラエティ番組で、池上彰の冠番組である。ただし、この間一度も通常編成時の放送枠（日曜21時から21時54分までの54分枠）で放送した実績のないまま、同年4月8日からは『池上彰の現代史を歩く〜Walking through Modern History〜』に改題（日曜のゴールデンタイムに放送するとは限らないため、旧番組名の冒頭の『日曜ゴールデンの池上ワールド』を抹消した）の上、不定期放送に移行した。同年4月7日からは通常編成時の前番組『日曜ビッグバラエティ』を再度19:54 - 21:54の120分枠に復した。
なお、本番組のレギュラー化前の2015年5月31日から2018年2月25日までは、『日曜夕方の池上ワールド』（にちようゆうがたのいけがみワールド）として、過去に18回単発番組として放送していた。

## 概要
池上が世界各地において、現代史の舞台となった場所を歩き、そのニュースの関わりについて分かりやすく解説するといった内容である。
前述の通り2015年5月31日から18回の単発番組としての放送を経て、2018年4月8日からレギュラー化された。なお、テレビ東京のこの時間帯が1時間バラエティ番組になるのは、『WINNERS』以来15年ぶりとなる。

## 出演者
- MC - 池上彰
- 助手 - 相内優香（テレビ東京アナウンサー）
- 旅人 - 数名がゲストで出演。
- ナレーター - 宮本隆治

## 放送リスト

### 単発放送
| 回 | 放送日         | 放送内容 |
| -- | -------------- | --- |
| 1  | 2010年8月15日  | 〜歴代の総理は一体、何を決断してきたのか?池上彰が解説〜                                                             |
| 2  | 2010年12月5日  | 大人のための報道エンターテインメント 池上彰の世界を見に行く                                                         |
| 3  | 2011年9月18日  | 緊急生放送！ 池上彰のエネルギーを考えるSP                                                                           |
| 4  | 2011年10月31日 | 池上彰の経済教室 第1回：今そこにある世界経済の危機                                                                  |
| 5  | 2011年11月7日  | 池上彰の経済教室 第2回：サバイバル日本の選択                                                                        |
| 6  | 2012年1月3日   | 池上彰の世界を見に行く2012年新春スペシャル 暮らしに直結！世界を動かすお金                                           |
| 7  | 2012年8月12日  | 池上彰の戦争を考えるSP 第三弾～戦争を起こした独裁者と熱狂～                                                         |
| 8  | 2012年11月17日 | 池上彰の“ニッポンの政治”を見に行く～家族で分かる 国会解散と総選挙の行方～                                           |
| 9  | 2013年1月3日   | 池上彰の2013年を見に行く池上彰が2013年何が起こるのか、大胆予想！                                                    |
| 10 | 2013年8月11日  | 池上彰の戦争を考えるSP 第四弾～戦争をどう伝えたのか？～                                                             |
| 11 | 2014年1月3日   | 新春報道スペシャル池上彰の2014 世界を見に行く                                                                       |
| 12 | 2014年4月12日  | テレビ東京開局50周年特別企画池上彰のJAPANプロジェクト～50年前のニッポン 未来のニッポン～                            |
| 13 | 2014年8月17日  | 報道特別番組池上彰の戦争を考えるSP 第5弾～悲劇が生み出した「言葉」～                                                |
| 14 | 2014年11月9日  | テレビ東京開局50年特別企画池上彰のJAPANプロジェクト～ニッポンの底力スペシャル～                                     |
| 15 | 2015年1月4日   | 新春スペシャル池上彰の2015年を見に行く～世界の出来事は日本につながっている～                                        |
| 16 | 2015年4月12日  | 池上彰のJAPANプロジェクト～世界の“命の現場”で奮闘する日本人～                                                       |
| 17 | 2015年5月31日  | 〜歴代の総理は一体、何を決断してきたのか?池上彰が解説〜                                                             |
| 18 | 2015年7月5日   | 「アンネの日記」に隠された秘密とは?池上彰が読み解く                                                                 |
| 19 | 2015年7月28日  | 池上彰の戦争を考えるSP 第6弾 教科書に載っていない20世～あの「言葉」が世界を変えた！？                               |
| 20 | 2015年9月9日   | 池上彰のJAPANプロジェクト ギモン解決 憲法って何だろうSP                                                             |
| 21 | 2015年9月28日  | 日曜夕方池上彰の報道特番 ～日本をつくった人～                                                                       |
| 22 | 2015年11月8日  | 日曜夕方の池上ワールド ～秘蔵のVTR・未発表の肉声で紐解く田中角栄のすべて！今再び注目が集まる今太閤～                |
| 23 | 2015年11月22日 | 池上彰の教科書に載っていない20世紀 ～戦後ニッポンを救った知られざる人々～激動の終戦直後！女は、男はどう生きたのか？ |
| 24 | 2016年1月1日   | 池上彰の2016年新春初解説                                                                                            |
| 25 | 2016年1月3日   | 池上彰の2016年 世界を見に行く ～今、知りたい“地球の大問題”～                                                        |
| 26 | 2016年1月24日  | 日曜夕方の池上ワールド5 ～世界を揺るがすリーダーの裏側～                                                            |
| 27 | 2016年3月27日  | 日曜夕方の池上ワールド第6弾 ～仰天！？米大統領選サバイバルレース アメリカで何が起こっているのか？～                 |
| 28 | 2016年4月24日  | 池上彰の今、知りたいニッポンの大問題                                                                                |
| 29 | 2016年5月29日  | 日曜夕方の池上ワールド                                                                                              |
| 30 | 2016年6月29日  | 池上彰の今、知りたいニッポンの大問題                                                                                |
| 31 | 2016年7月3日   | 池上彰の選挙に行こう！ ～参院選ライブ1週間前SP～                                                                    |
| 32 | 2016年7月31日  | 日曜夕方の池上ワールド                                                                                              |
| 33 | 2016年8月7日   | 池上彰の戦争を考えるSP 第8弾 池上彰の教科書に載ってない20世紀 ～戦後ニッポンを創った昭和天皇とマッカーサー～        |
| 34 | 2016年9月18日  | 日曜夕方の池上ワールド ～ニュースの“その後”～                                                                       |
| 35 | 2016年11月9日  | テレ東→六本木３丁目移転プロジェクト特別企画「池上彰の日本人が知りたい世界の大問題！」～アメリカ大統領選ライブ～     |
| 36 | 2016年12月11日 | 日曜夕方の池上ワールド                                                                                              |
| 37 | 2017年1月1日   | 池上彰の２０１７年新春初解説どうなる日本、どうなる世界                                                              |
| 38 | 2017年1月3日   | 池上彰の２０１７年 世界を見に行く                                                                                   |
| 39 | 2017年1月22日  | 日曜ビッグバラエティ 池上彰のトランプ大統領でニッポンはどうなるSP                                                   |
| 40 | 2017年1月29日  | 日曜夕方の池上ワールド                                                                                              |
| 41 | 2017年3月19日  | 日曜夕方の池上ワールド                                                                                              |
| 42 | 2017年4月16日  | JAPANプロジェクト 池上彰がみつけた！ニッポンの得意技SP                                                              |
| 43 | 2017年4月23日  | 日曜夕方の池上ワールド 今、そこにある危機…トランプ大統領 まもなく就任100日                                          |
| 44 | 2017年6月25日  | 日曜夕方の池上ワールド『ロシアゲート疑惑』                                                                          |
| 45 | 2017年8月13日  | 池上彰の戦争を考えるＳＰ⑨ ～「特攻」とは何だったのか                                                                |
| 46 | 2017年8月20日  | 世界を動かす大富豪                                                                                                  |
| 47 | 2017年10月29日 | 日曜夕方の池上ワールド                                                                                              |
| 48 | 2017年12月17日 | 日曜夕方の池上ワールド                                                                                              |
| 49 | 2018年1月1日   | 池上彰の新春生放送！2018年を初解説                                                                                  |
| 50 | 2018年1月3日   | 池上彰の2018 世界を見に行く                                                                                         |
| 51 | 2018年2月24日  | 日曜夕方の池上ワールド                                                                                              |
| 52 | 2018年6月12日  | 緊急解説!! 池上彰の米朝首脳会談SP                                                                                   |
| 53 | 2018年7月8日   | 池上彰が選ぶ 今知っておきたい小さなニュース                                                                         |
| 54 | 2018年8月19日  | 池上彰の戦争を考えるスペシャル第10弾「日本のいちばん長い日」が始まった                                              |
| 55 | 2018年8月26日  | 日曜ゴールデンの池上ワールド 独占スクープ！池上彰ＶＳオウム６人の証言者                                             |
| 56 | 2018年11月15日 | 池上彰ＶＳニッポンの社長１００人大集結！ＳＰ                                                                        |
| 57 | 2018年12月16日 | 日曜ゴールデンの池上ワールド 池上彰が選ぶ 今知っておきたい小さなニュース                                            |
| 58 | 2019年1月2日   | 池上彰の2019年初解説！ 日本と世界を見に行く                                                                         |
| 59 | 2019年4月30日  | 池上彰の改元ライブ 平成から令和…新時代を見に行く！                                                                  |
| 60 | 2019年5月12日  | 池上彰のニッポン先取り ～今知っておきたい重大ニュース～                                                             |
| 61 | 2019年8月12日  | 池上彰の戦争を考えるSP 第11弾 ～失敗は隠され、息子たちは戦場へ～                                                    |
| 62 | 2019年12月22日 | 特命！池上ベンチャーズ ～未来を創るスゴ腕社長大集結SP～                                                             |
| 63 | 2020年1月2日   | 2020年初解説！ 日本と世界を見に行く                                                                                 |
| 64 | 2020年2月23日  | 歴代総理からわかる！ 池上彰のオモシロ昭和史                                                                         |
| 65 | 2020年3月8日   | 緊急生放送！池上彰の新型コロナ大疑問SP ～危機を乗り越える方法を考えよう～                                           |
| 66 | 2020年5月3日   | 池上彰の人類vs新型コロナ 〜緊急生解説！どう乗り越える〜                                                             |
| 67 | 2020年5月6日   | 池上彰×松井秀喜 in キューバ                                                                                         |
| 68 | 2020年5月31日  | 特命！池上ベンチャーズ ～新型コロナと闘うベンチャーズ～                                                             |
| 69 | 2020年7月5日   | 池上彰の人類vsコロナ危機 徹底検証！あの時何が起きたのか                                                             |
| 70 | 2020年8月15日  | 池上彰の戦争を考えるSP 終戦75周年特別企画 ～戦争と感染症～                                                          |
| 71 | 2020年12月27日 | 特命！池上ベンチャーズ ～2021年注目！日本のTOPベンチャーズ～                                                        |
| 72 | 2021年1月3日   | 池上彰の鶴瓶に伝えたい！！ ～2021年こそ良い年になるための偉人伝～                                                   |
| 73 | 2021年2月7日   | 特命！池上ベンチャーズ ～新型コロナと闘うベンチャーズⅡ～                                                            |
| 74 | 2021年3月7日   | 特命！池上ベンチャーズ ～注目の“U30”ベンチャーズ～                                                                  |
| 75 | 2021年3月11日  | 池上彰の災害サバイバル ～地震・台風・水害に役立つ10ヵ条～                                                           |
| 76 | 2021年8月15日  | 池上彰の戦争を考えるSP2021                                                                                          |
| 77 | 2021年8月27日  | 池上彰vs天才キッズ ～忖度なしの疑問に答えます～                                                                     |
| 78 | 2022年1月3日   | 池上彰vs天才小学生 ～忖度なしの疑問に答えます～                                                                     |
| 79 | 2022年2月27日  | 池上彰の激動！世界情勢SP                                                                                            |
| 80 | 2022年4月24日  | 池上彰の激動！世界情勢SP                                                                                            |

### 日曜夕方の池上ワールド
| 回 | 放送日         | 放送内容                                                | ゲスト                                                          | 放送時間             |
| -- | -------------- | ------------------------------------------------------- | --------------------------------------------------------------- | -------------------- |
| 1  | 2015年5月31日  | 〜歴代の総理は一体、何を決断してきたのか?池上彰が解説〜 | 宮崎美子、小島瑠璃子、 パトリック・ハーラン（パックンマックン） | 日曜日 16:00 - 17:15 |
| 2  | 2015年7月5日   | 「アンネの日記」に隠された秘密とは?池上彰が読み解く     | 宮崎美子、小島瑠璃子、 パトリック・ハーラン（パックンマックン） | 日曜日 16:00 - 17:15 |
| 3  | 2015年9月27日  | 〜日本をつくった人 伊藤博文〜                           | 宮崎美子、小島瑠璃子、 パトリック・ハーラン（パックンマックン） | 日曜日 16:00 - 17:15 |
| 4  | 2015年11月8日  | 〜秘蔵のVTR・未発表の肉声で紐解く田中角栄のすべて!      | 宮崎美子、小島瑠璃子、 パトリック・ハーラン（パックンマックン） | 日曜日 16:00 - 17:15 |
| 5  | 2016年1月24日  | 世界を揺るがすリーダーの裏側                            | 宮崎美子、小島瑠璃子、 パトリック・ハーラン（パックンマックン） | 日曜日 16:00 - 17:15 |
| 6  | 2016年3月27日  | 仰天!?米大統領選サバイバルレース                        | 宮崎美子、小島瑠璃子、 パトリック・ハーラン（パックンマックン） | 日曜日 16:00 - 17:15 |
| 7  | 2016年5月29日  | サミット&広島で世界が分かる                             | 宮崎美子、ホラン千秋、 パトリック・ハーラン（パックンマックン） | 日曜日 16:00 - 17:15 |
| 8  | 2016年7月31日  | アメリカ大統領選挙                                      | 宮崎美子、小島瑠璃子、 パトリック・ハーラン（パックンマックン） | 日曜日 16:00 - 17:15 |
| 9  | 2016年9月18日  | 天皇陛下のお気持ち表明、イスラム国、アメリカ大統領選挙  | 宮崎美子、小島瑠璃子、 パトリック・ハーラン（パックンマックン） | 日曜日 16:00 - 17:15 |
| 10 | 2016年12月11日 | 日露首脳会談                                            | 宮崎美子、小島瑠璃子、 パトリック・ハーラン（パックンマックン） | 日曜日 16:00 - 17:15 |
| 11 | 2017年1月29日  | 2017年の日本経済、ドナルド・トランプ                    | 宮崎美子、小島瑠璃子、 パトリック・ハーラン（パックンマックン） | 日曜日 16:00 - 17:15 |
| 12 | 2017年3月19日  | ドナルド・トランプ                                      | 宮崎美子、小島瑠璃子、 パトリック・ハーラン（パックンマックン） | 日曜日 16:00 - 17:15 |
| 13 | 2017年4月2日   | ドナルド・トランプ                                      | 宮崎美子、小島瑠璃子、 パトリック・ハーラン（パックンマックン） | 日曜日 16:00 - 17:15 |
| 14 | 2017年6月25日  | ドナルド・トランプ                                      | 宮崎美子、小島瑠璃子、 パトリック・ハーラン（パックンマックン） | 日曜日 16:00 - 17:15 |
| 15 | 2017年8月20日  | 世界を動かす大富豪                                      | 宮崎美子、小島瑠璃子、 パトリック・ハーラン（パックンマックン） | 日曜日 16:00 - 17:15 |
| 16 | 2017年10月29日 | 中国共産党第十九回全国代表大会、習近平                  | 宮崎美子、小島瑠璃子、ハリー杉山                                | 日曜日 16:00 - 17:15 |
| 17 | 2017年12月17日 | 世界の独裁者                                            | 宮崎美子、小島瑠璃子、ハリー杉山                                | 日曜日 16:00 - 17:15 |
| 18 | 2018年2月25日  | トランプ劇場                                            | 宮崎美子、パトリック・ハーラン（パックンマックン）、小島瑠璃子  | 日曜日 16:00 - 17:15 |

### レギュラー放送・レギュラー放送終了後の不定期放送時代
特記無しは全て日曜日に放送。
| 回 | 放送日         | 放送内容                                                            | 旅人                 | 備考                           |
| -- | -------------- | ------------------------------------------------------------------- | -------------------- | ------------------------------ |
| 1  | 2018年 4月8日  | 北朝鮮問題はなぜ起こったのか？ 朝鮮戦争はまだ終わっていない！       | 宮崎美子、小島瑠璃子 | 初回3時間半SP（18:30 - 21:54） |
| 2  | 4月15日        | 栄光と悲劇の大統領 ジョン・F・ケネディとは                          | 坂下千里子           | 2時間SP（19:54 - 21:54）       |
| 3  | 5月6日         | ベルリンの壁はなぜ造られ、崩壊したのか？                            | 草刈民代、皆藤愛子   | 2時間SP（19:54 - 21:54）       |
| 4  | 6月10日        | ニュースの現場「エルサレム」を解明                                  | 市川紗椰             | 2時間SP（19:54 - 21:54）       |
| 5  | 7月1日         | 香港返還21年、自由はどうなったのか？                                | 本上まなみ、吉谷彩子 | 2時間SP（19:54 - 21:54）       |
| 6  | 7月29日        | ベトナム戦争 小国はなぜ大国アメリカに勝った？                       | 宮崎美子             | 2時間SP（20:54 - 22:42）       |
| 7  | 9月16日        | カンボジア内戦 謎の独裁者ポル・ポトとは？                           | 宮崎美子             | 2時間SP（19:54 - 21:54）       |
| 8  | 9月23日        | ソ連という国がなくなった                                            | 宮崎美子             | 2時間SP（19:54 - 21:54）       |
| 9  | 10月21日       | 〝Noと言える〟フランス 表の顔、裏の顔                               | 市川紗椰             | 2時間SP（19:54 - 21:54）       |
| 10 | 11月4日        | 情熱の国の光と影 スペイン 内戦とその後                              | 吉谷彩子             | 2時間SP（19:54 - 21:54）       |
| 11 | 11月25日       | 激動アメリカがもっと分かる！ 差別に立ち向った 英雄の物語            | 坂下千里子           | 2時間SP（20:50 - 22:42）       |
| 12 | 12月2日        | ハリウッドの光と赤狩り                                              | 坂下千里子           | 2時間SP（19:54 - 21:54）       |
| 13 | 2019年 1月13日 | 東京五輪の“名花”の激動人生 自由を求めた不屈の闘い プラハの春        | 中山忍               | 2時間SP（19:54 - 21:54）       |
| 14 | 1月27日        | あさま山荘事件とは何だったのか？ ～山荘内部をスクープ取材！～       | 草刈民代             | 2時間SP（19:54 - 21:54）       |
| 15 | 2月10日        | 今、世界で暗躍！ スパイの知られざる世界                             | 中山忍               | 2時間SP（19:54 - 21:54）       |
| 16 | 3月10日        | 知っているようで知らない沖縄 ～返還から４７年の真相～               | 田中道子             | 2時間SP（19:54 - 21:54）       |
| 17 | 3月31日        | 緊急取材！なぜ？疑問だらけの韓国                                    | 峰竜太、SHELLY       | 2時間SP（19:54 - 21:54）       |
| 18 | 4月8日（月）   | あの“大事件”スペシャル 平成バブルの象徴「リクルート事件」           | 峰竜太、市川紗椰     | 2時間SP（21:00 - 22:48）       |
| 19 | 5月26日        | 知っているようで知らない！人気の台湾                                | SHELLY               | 16:00 - 17:15に放送。          |
| 20 | 6月24日（月）  | “あの大事件”SP よど号ハイジャック事件                               | 市川紗椰             | 2時間SP（21:00 - 22:48）       |
| 21 | 7月28日        | 日本人が驚いた大ニュースSP ～小野田少尉とイメルダ夫人～             | 高島礼子             | 2時間SP（20:54 - 22:42）       |
| 22 | 8月25日        | 日本人が覚えておきたい大ニュースSP ～洞爺丸事故と伊勢湾台風～       | 市川紗椰             | 2時間SP（21:00 - 22:42）       |
| 23 | 10月7日（月）  | 日本中が驚いた大事件SP ～ホテルニュージャパン火災＆羽田沖墜落事故～ | 高島礼子             | 2時間SP（21:00 - 22:48）       |
| 24 | 11月10日       | 若者が大国支配に立ち向かった！ 香港騒乱とハンガリー動乱             | 中山忍               | 16:00 - 17:15に放送。          |
| 25 | 2020年 1月12日 | 日本中が驚いた大事件SP ～オリンピック事件史～                       | 不在                 | 16:00 - 17:15に放送。          |
| 26 | 1月26日        | 日本中が驚いた大事件SP ～特殊部隊＆函館ハイジャック事件～           | 市川紗椰             | 16:00 - 17:15に放送。          |
| 27 | 2月23日        | 世界と日本はどこへ向かうのか ～鍵を握るアメリカ・アイオワ州へ～     | 不在                 | 16:00 - 17:15に放送。          |

## エンディングテーマ曲
- サラ・オレイン「明日のMemory」

## ネット局
レギュラー番組時代
| 放送対象地域   | 放送局         | 系列           | 放送日時           | ネット状況 |
| -------------- | -------------- | -------------- | ------------------ | ---------- |
| 関東広域圏     | テレビ東京     | テレビ東京系列 | 日曜 21:00 - 21:54 | 制作局     |
| 北海道         | テレビ北海道   | テレビ東京系列 | 日曜 21:00 - 21:54 | 同時ネット |
| 愛知県         | テレビ愛知     | テレビ東京系列 | 日曜 21:00 - 21:54 | 同時ネット |
| 大阪府         | テレビ大阪     | テレビ東京系列 | 日曜 21:00 - 21:54 | 同時ネット |
| 岡山県・香川県 | テレビせとうち | テレビ東京系列 | 日曜 21:00 - 21:54 | 同時ネット |
| 福岡県         | TVQ九州放送    | テレビ東京系列 | 日曜 21:00 - 21:54 | 同時ネット |
| 滋賀県         | びわ湖放送     | 独立局         | 日曜 21:00 - 21:54 | 同時ネット |
| 奈良県         | 奈良テレビ     | 独立局         | 日曜 21:00 - 21:54 | 同時ネット |
| 和歌山県       | テレビ和歌山   | 独立局         | 日曜 21:00 - 21:54 | 同時ネット |

- 独立局では、通常時同時ネットではあるが、あくまで番販ネットのため、局の都合により臨時非ネットとすることがある。
- この他にも、不定期で遅れネットをする系列外局が多数存在する。

## スタッフ
- メインテーマ：渡辺俊幸
- 音楽協力：テレビ東京ミュージック
- 構成：高野健生
- 撮影：為谷純、西山和哉
- 音声：宮田伸行
- 編集：佃豪人、米沼元之
- MA：武田賢明
- 音響効果：若林雄二、赤津裕明
- 模型デザイン：植松淳
- 美術協力：テレビ東京アート
- 技術協力：テクノマックス、フリーダム・オブ・ザック、ティ・ピー・ブレーン、J.I.V.A
- コーディネーター：NTVIC、山本章弘、Goody Film Co.,Ltd.、大竹伸弥
- スタイリスト：興津靖江
- 衣装協力：DIFFERENCE、CRICKET INC、NOLLEY'S
- 番宣：増田武史
- デスク：福田あつみ、佐々木愉実子
- AD：佐野勇樹、川上樹、松本誠
- AP：荒井かおり、渡部美智代
- ディレクター：樽見近江、布施美那
- 総合演出：千葉隆弥
- プロデューサー：名倉幸治、鈴木亨知、斎藤智礼
- チーフプロデューサー：大久保直和（2018年7月29日-）
- 制作協力：ダイナマイトレボリューションカンパニー
- 制作著作：テレビ東京

### 過去のスタッフ
- ヘアメイク：山田かつら
- 番宣：宮本聖子
- リサーチ：足立真理
- チーフプロデューサー：福田裕昭（2018年7月29日まで）

## その他
- 2018年10月21日放送回で民衆を導く自由の女神を取り上げた際に、実際の絵画にいないアサシンクリードのアサシンが描かれている画像が放送され、後にテレビ東京が謝罪した[3]。